# Brooks (Alberta)
Brooks es una ciudad canadiense situada en la provincia de Alberta.

## Superficie
Brooks tiene una superficie de 18,21 km².

## Demografía
En 2021, tenía 14 924 habitantes, una densidad poblacional de 819,8 hab./km², y 5489 viviendas.